# You Tong

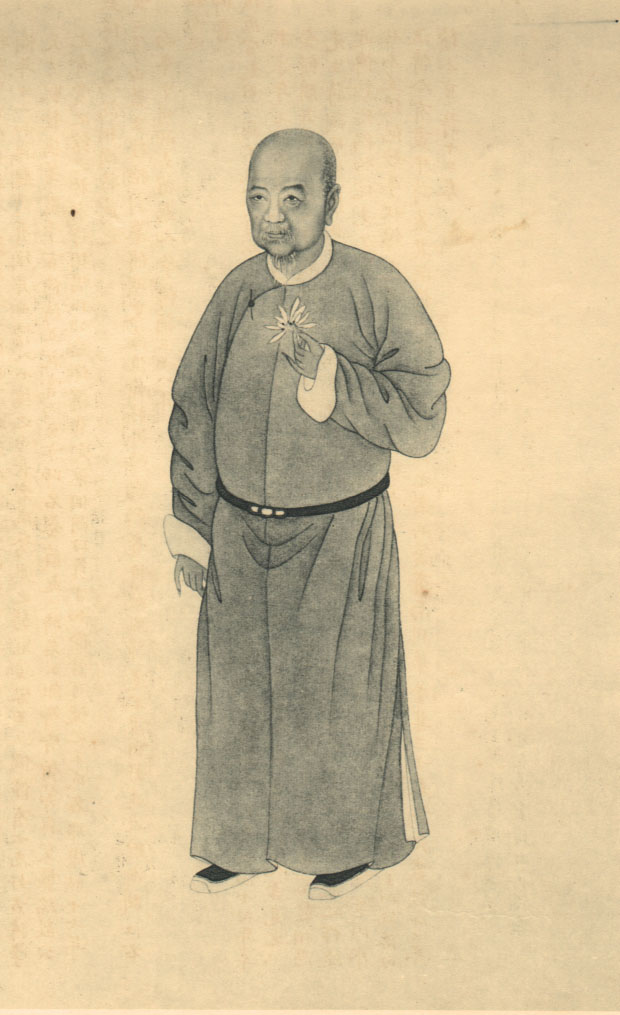
Representação de You Tong

You Tong (尤侗; 1618-1704) foi um autor e crítico literário chinês. You era natural de Suzhou. Após a queda da dinastia Ming, ele fez repetidas tentativas de passar no exame imperial, tendo finalmente sido aprovado aos sessenta e um anos. Depois disso, ele trabalhou como historiador na Academia Hanlin, embora tenha exercido brevemente o cargo de magistrado no início da década de 1650.
Ele foi um membro notável dos literatos de sua época e foi especialmente celebrado por suas peças. Escreveu principalmente no estilo zaju (do norte), mas suas canções e peças teatrais, embora muito respeitadas, eram consideradas impossíveis de encenar e, portanto, eram mais lidas do que assistidas. You também era aficionado pela prática da escrita de espíritos (fuji), tendo a documentado sob diversas formas em sua poesia, biografia, cartas e notas.

## Obras
As obras completas de You Tong foram publicadas enquanto ele estava vivo sob o título Xitang quanji. Elas incluem uma autobiografia e um livro de memórias ilustrado.
A sua prática de escrita de espíritos ocorreu em dois períodos principais. O primeiro por volta de seus 20 anos de idade, entre 1642 e 1644, quando junto de seu amigo mais próximo Tang Qingmou alegadamente se comunicaram com o espírito do famoso calígrafo Sun Guoting, o qual se constituiu chefe da sessões mediúnicas e intermediário que os introduziu a uma imortal feminina chamada "Escriba Flor do Palácio de Jade". Ocorria um intercâmbio de poemas com ela e You Tong escreveu a biografia desse espírito em 1643.
Em 1644, Tang e sua esposa faleceram, abalando You Tong, que passa a buscar informações sobre os paradeiros de suas almas no pós-vida. Por meio da escrita de espíritos, ele afirma ter ficado sabendo que o casal havia assumido cargos baixos em um palácio no paraíso celeste, presidido pelo imperador Chongzhen, que havia se suicidado no mesmo ano. You Tong passa então a compor poemas de luto em que imagina que o casal teria se encontrado com a Escriba Flor, e ele afirma que Sun Guoting havia inclusive recebido poemas celestes de Tang, os quais, porém, não foram registrados. Em uma nota de You Tong, indica-se que a comunicação com Sun havia se rompido.
You Tong retomaria a escrita de espíritos apenas 30 anos depois, após seus 60 anos. Nesse segundo período, ele escreveu em 1677 a biografia de outra imortal feminina, "Senhora Imortal do Rio Mudu", com quem ele se comunicava por fuji. Conta-se que ela havia se matado afogando-se, e You Tong diz sobre sua comunicação: "Por que deveríamos nos maravilhar que ela projetasse seu brilho espiritual e sua sombra glamorosa, enquanto ela se entretinha no mundo mortal em liberar seu 'grito de não estar em paz'?"
No ano seguinte, a esposa de You Tong falece. O funeral dela é considerado o exemplo mais espetacular de uma cerimônia por luto a uma esposa feito por um literato. Ele convocou uma oferenda sacrificial pública que incluía preces feitas por mais de 100 oficiais da corte, 92 cavalheiros recomendados ao exame imperial, além de parentes e amigos de Changzhou.
A morte da esposa também o leva a compor poemas de luto e a realizar sessões mediúnicas com um mestre taoista para saber sobre como ela estava no pós-vida. Após um período de preparo espiritual, ele é informado que sua esposa estava no "Palácio da Deusa Celeste", praticando o budismo da Terra Pura. Outra mensagem posteriormente lhe informou que ela havia renunciado a renascer, para lá aguardar por ele e não correr o risco de se tornar esposa de outra pessoa.

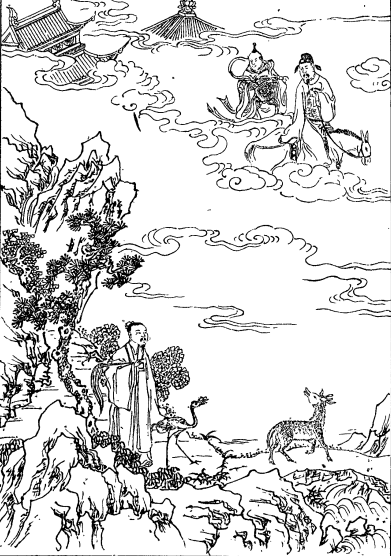
You Tong recebendo emissários espirituais do Gabinete de Jade (desenho encomendado pelo escritor à sua autobiografia, de c. 1694).

Nessa fase, ele atribuía as suas comunicações espirituais a várias entidades, tanto divindades taoistas populares como Wenchang e Taiyi, quanto espíritos imortais, como os poetas Li Bai e Su Shi. You Tong recebia poemas de consolação alegadamente escritos por esses espíritos e em seu volume de poemas sobre o luto de sua esposa ele põe um prefácio atribuído a Han Yu, recebido em 1678.
Segundo Judith Zeitlin, a descrição biográfica que ele faz dessas imortais seguia padrões da literatura e imaginário chinês, em intertextualidade com composições de poesias anteriores e figuras literárias femininas trágicas, como a de Ye Xiaoluan (em torno da qual havia sido formado um culto familiar de escrita de espíritos) e Xiaoqing, relacionada ao sensacionalismo em torno de O Pavilhão das Peônias. A fascinação de You Tong em se comunicar com mulheres espirituais pela escrita de espíritos também se inseria dentro de um topos literário já existente de "transcendência por paixão divina": aquele de desejo de imortalidade e iluminação evocado junto com a paixão por mulheres imortalizadas. Porém, a diferença nesse gênero da escrita de espíritos é de que o status das mulheres espirituais era o de fantasmas, e o tema central era a morte delas, geradora de luto e desejo.

Em uma composição, You Tong incorpora um verso de Ye Xiaoluan e faz referência a ela por meio da palavra "folha" (em chinês, ye):
"Corações partidos e gramas perfumadas preenchem até os cantos mais remotos da terra,
O vento desolado do oeste sopra em todos os caminhos e vilas.
No meu travesseiro, sonho com uma alma tão leve quanto uma folha,

Quando montarei a grua em direção a meu lar imortal?"
Além do mais, a sentimentalidade enquadrava-se no movimento do culto de qing, em que o desejo e subjetividade ganhavam ênfase. You Tong expressava estar apaixonado pelas mulheres espirituais, e as alegadas interlocutoras espirituais também expressavam seus desejos, porém o resultado era o desejo não realizado e o sentimento de perda. O tema de uma série de comunicações de escrita de espíritos descrevia que a servente da Escriba Flor era o amor de uma vida passada de You Tong no início da dinastia Ming; a Escriba Flor prometeu que a servente reencarnaria em 1644 e que eles se reuniriam, mas ele nunca a encontrou.
Sua única produção teatral no gênero de drama sulista chinês (chuanqi), denominada "Música Celestial da Corte" (Juntian yue, 鈞天樂, encenada em 1657), evidencia trazer elementos de sua biografia pessoal e as personagens femininas espelham veladamente algumas comunicações com as mulheres imortais da escrita de espíritos.
You Tong era também amigo do clã dos Pengs, em particular de Peng Long e seu filho Peng Dingqiu, descrevendo em sua autobiografia que eles praticavam uma inovadora forma de escrita de espíritos solitária, na qual portavam uma caneta sozinhos (ver psicografia). You foi um patrono inicial do altar de escrita de espíritos de Peng Dingqiu e atestou a qualidade de suas comunicações, inclusive de supostas profecias feitas pelos espíritos a Dingqiu que teriam se cumprido, a ponto de You Tong registrar o ocorrido em uma estela de pedra em 1692.